# Trận Mariupol (2022)
Trận Mariupol hay Cuộc vây hãm Mariupol là một cuộc giao tranh quân sự đang diễn ra giữa Nga và Ukraina, bắt đầu vào ngày 24 tháng 2 năm 2022, trong chiến dịch quân sự đặc biệt 2022 của Nga, như một phần của cuộc tấn công miền Đông Ukraine. Nó kết thúc vào ngày 20 tháng 5 năm 2022, khi Nga tuyên bố các lực lượng Ukraina còn lại ở Mariupol đã đầu hàng  sau khi họ được lệnh ngừng chiến đấu.
Thành phố Mariupol nằm trong Donetsk Oblast ở Ukraine và được Cộng hòa Nhân dân Donetsk ly khai do Nga hậu thuẫn tuyên bố chủ quyền. Các lực lượng Nga đã bao vây hoàn toàn thành phố vào ngày 2 tháng 3, sau đó họ dần dần giành được quyền kiểm soát thành phố. Hội Chữ thập đỏ mô tả tình hình là "ngày tận thế", và chính quyền Ukraine đã cáo buộc Nga gây ra một cuộc khủng hoảng nhân đạo lớn ở thành phố, với các quan chức thành phố báo cáo rằng khoảng 100.000 thường dân đã thiệt mạng. Các quan chức Ukraine cũng báo cáo rằng ít nhất 95% thành phố đã bị phá hủy trong cuộc giao tranh, phần lớn là do các cuộc bắn phá của Nga.

## Diễn biến

### Pháo kích trước rồi tiến vào thành phố

#### Từ 24.2 tới 28.2
Vào ngày 24 tháng 2, pháo binh Nga đã bắn phá thành phố, khiến 26 người được tường thuật bị thương. Sáng ngày 25 tháng 2 từ lãnh thổ do Cộng hòa Nhân dân Donetsk tự xưng kiểm soát ở phía đông, quân đội Nga tiến về phía Mariupol. Lực lượng này chạm trán với quân đội Ukraine gần làng Pavlopil. Theo Thị trưởng Mariupol, Vadym Boychenko các đơn vị Ukraina đã đánh bại quân đội Nga và 22 xe tăng Nga đã bị phá hủy trong chiến dịch này.
Hải quân Nga đã bắt đầu một cuộc đổ bộ lên bờ biển Azov cách Mariupol 70 km về phía tây vào tối ngày 25 tháng 2. Một quan chức quốc phòng Mỹ tuyên bố rằng Nga có khả năng triển khai hàng nghìn lính thủy đánh bộ từ bãi biển này.
Ngày 26 tháng 2, các đơn vị pháo binh Nga tiếp tục bắn phá Mariupol. Chính phủ Hy Lạp tuyên bố rằng 10 thường dân Hy Lạp đã thiệt mạng do các cuộc không kích của Nga tại Mariupol, trong đó 6 người thiệt mạng ở làng Sartana và 4 người bị giết ở làng Buhas.
Sáng ngày 27 tháng 2, Boychenko tuyên bố rằng một hàng dài xe tăng Nga đã nhanh chóng tiến về Mariupol từ phía Cộng hòa Nhân dân Donetsk tự xưng, nhưng cuộc tấn công này đã bị lực lượng Ukraine đẩy lui, với 6 lính Nga bị bắt.
Sau đó trong ngày 27 tháng 2, một bé gái 6 tuổi ở Mariupol đã thiệt mạng do pháo kích của Nga.
Trong suốt ngày 28 tháng 2, thành phố vẫn nằm dưới sự kiểm soát của Ukraine, mặc dù bị quân đội Nga bao vây và pháo kích liên tục. [14] [15]  [16] Sau đó, theo Đài Châu Âu Tự do / Radio Liberty, Thiếu tướng Nga Andrey Sukhovetsky đã bị giết bởi một tay súng bắn tỉa Ukraine gần Mariupol, nhưng các nguồn khác [cần giải thích] nói rằng ông đã bị giết trong cuộc tấn công Kyiv. [17] [18]
Trong suốt ngày 28 tháng 2, thành phố vẫn nằm dưới sự kiểm soát của Ukraine, mặc dù bị quân đội Nga bao vây và pháo kích liên tục. Điện, gas và kết nối internet đến phần lớn các khu vực trong thành phố đã bị cắt đứt vào buổi tối. Sau đó, theo Đài Châu Âu Tự do / Radio Liberty, Thiếu tướng Nga Andrey Sukhovetsky đã bị giết bởi một tay súng bắn tỉa Ukraine gần Mariupol, nhưng các nguồn khác  nói rằng ông đã bị giết trong cuộc tấn công Kyiv.

### Bao vây Mariupol

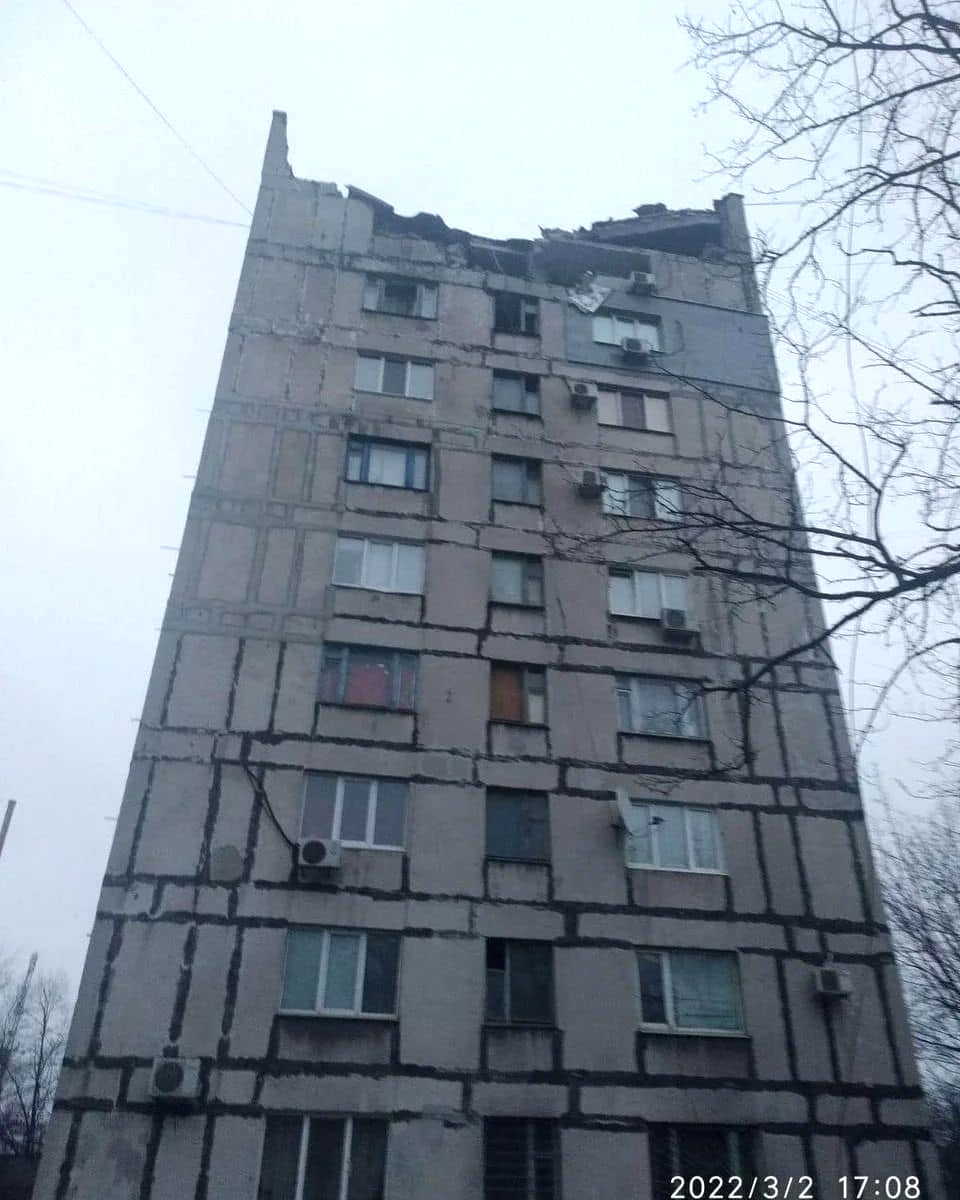
Một chung cư bị hư hại trong trận pháo kích ở Mariupol, ngày 2 tháng 3 năm 2022

#### Từ 1.3 tới 7.3
Vào ngày 1 tháng 3, Denis Pushilin, người đứng đầu DPR (nước Cộng hòa Nhân dân Donetsk, thông báo rằng lực lượng DPR đã gần như hoàn toàn bao vây thành phố Volnovakha gần đó và họ sẽ sớm làm điều tương tự với Mariupol. Pháo binh Nga sau đó đã pháo kích vào Mariupol, khiến hơn 21 người bị thương.
Thành phố bị bao vây hoàn toàn vào ngày 2 tháng 3, sau đó cuộc bao vây lại được tăng cường. Các cuộc pháo kích của Nga đã giết chết một thiếu niên và làm bị thương hai thiếu niên khác đang chơi bóng bên ngoài. Boychenko thông báo thành phố đang bị mất nước và có thương vong lớn. Ông cũng cho biết các lực lượng Nga đang ngăn cản dân thường chạy ra bên ngoài.

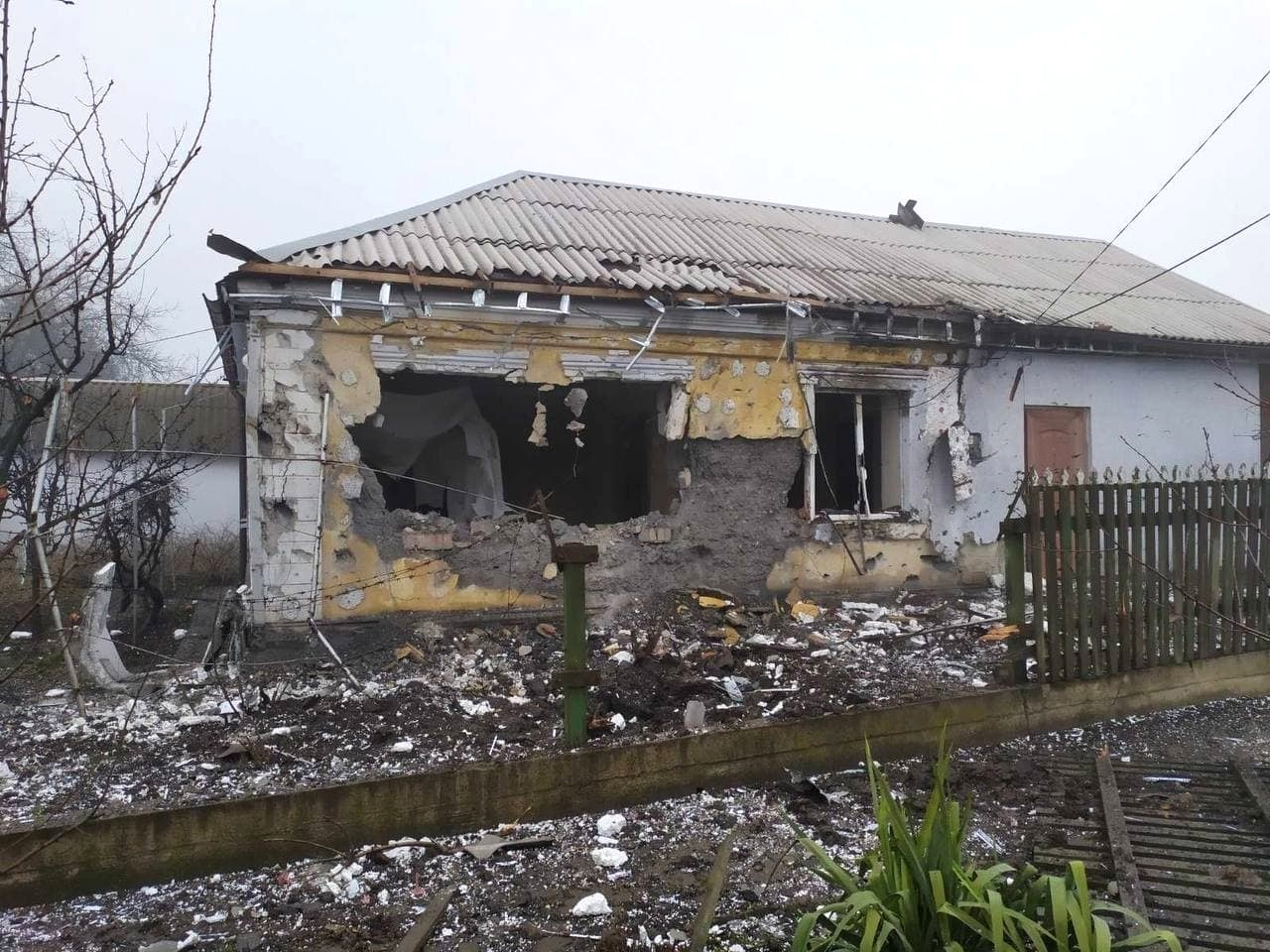
Nga pháo kích vào Mariupol,
3 Tháng 3 2022

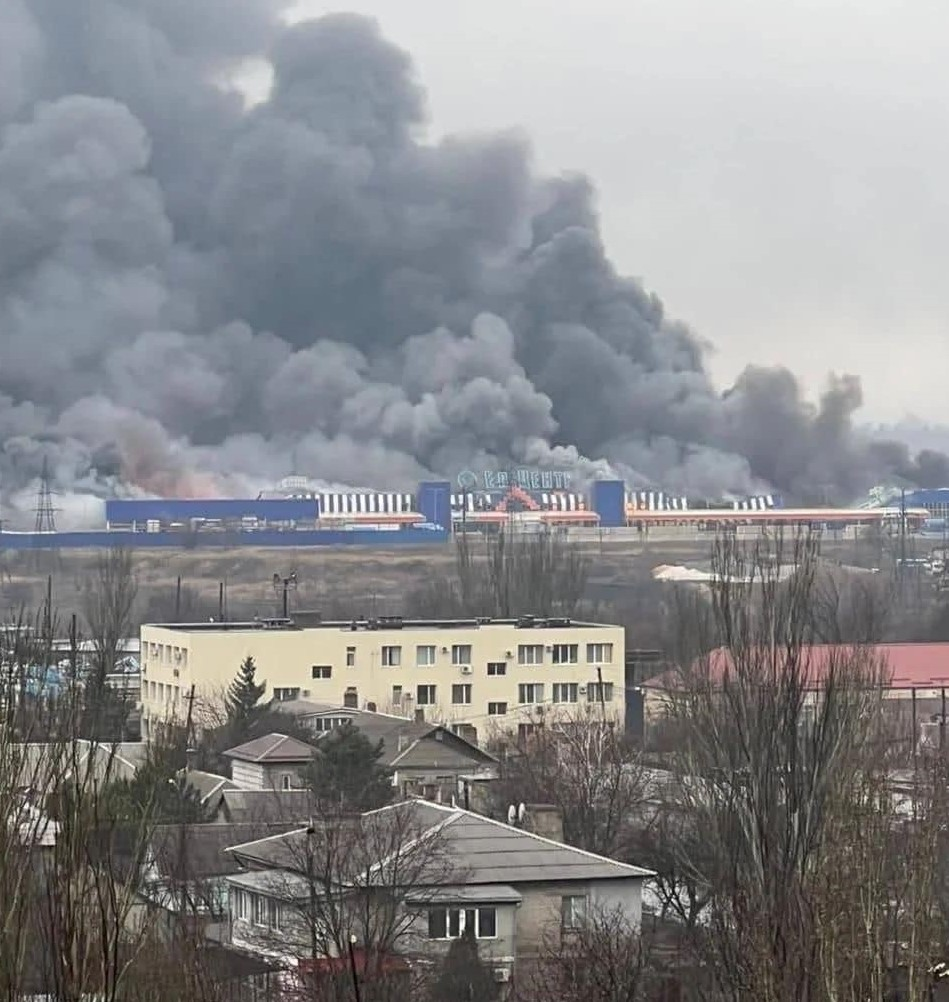
Khói từ nhiều do bị Nga pháo kích vào Mariupol,
3 Tháng 3 2022

Cuối ngày 2 tháng 3, pháo binh Nga đã nhắm vào một khu dân cư dày đặc của Mariupol, bắn vào đó trong gần 15 giờ. Kết quả là khu phố đã bị hư hại nặng nề, Phó Thị trưởng Sergiy Orlov tường thuật là "ít nhất hàng trăm người đã chết".
Vào sáng ngày 3 tháng 3, thành phố lại bị quân đội Nga pháo kích. Eduard Basurin, phát ngôn viên của Dân quân DPR, chính thức kêu gọi các lực lượng Ukraine bị bao vây ở Mariupol đầu hàng hoặc sẽ bị nhắm đánh. Người phát ngôn của Bộ Quốc phòng Nga Igor Konashenkov tường thuật, lực lượng DPR đã thắt chặt vòng vây, và ba khu định cư gần đó đã bị chiếm giữ.
Vào ngày 4 tháng 3, Boychenko tuyên bố rằng nguồn cung cấp của thành phố đã cạn và kêu gọi cho mở một hành lang sơ tán nhân đạo và tiếp viện quân đội Ukraina. Ông cũng tuyên bố rằng các đại bác từ BM-21 Grad của Nga đang pháo vào các bệnh viện của thành phố và cư dân Mariupol không còn có lò sưởi, nước dùng hoặc điện. Cuối ngày hôm đó, một lệnh ngừng bắn tạm thời đã được đề xuất cho khu vực Mariupol để cho phép người dân sơ tán.
Ngày 5/3, Chính phủ Ukraine thông báo mong muốn sơ tán 200.000 thường dân khỏi Mariupol. Ủy ban Chữ thập đỏ Quốc tế (ICRC) thông báo rằng họ sẽ đóng vai trò là người bảo lãnh cho một lệnh ngừng bắn mới để cho phép cuộc di tản này. Hội Chữ thập đỏ mô tả tình hình ở Mariupol là "cực kỳ thảm khốc". Sau ba ngày pháo kích, lệnh ngừng bắn được thông báo có hiệu lực từ 11 giờ đến 16 giờ. Thường dân bắt đầu di tản khỏi Mariupol dọc theo hành lang nhân đạo đến thành phố Zaporizhzhia. Khi họ tiến vào hành lang sơ tán, các lực lượng Nga tiếp tục pháo kích vào thành phố, buộc những người sơ tán phải quay trở lại.
Các nhà chức trách Ukraine sau đó báo cáo rằng các lực lượng Nga đã không tuân theo lệnh ngừng bắn và tiếp tục tấn công thành phố. 
 Các quan chức Nga cáo buộc các lực lượng Ukraine không cho phép người dân di tản về phía Nga. DPR báo cáo rằng chỉ có 17 thường dân đã được sơ tán khỏi Mariupol.
Vào ngày 6 tháng 3, Hội Chữ thập đỏ thông báo rằng nỗ lực thứ hai để sơ tán dân thường khỏi Mariupol đã thất bại một lần nữa. Anton Herashchenko, một quan chức Ukraina, cho biết nỗ lực thứ hai tại một hành lang nhân đạo cho người dân ở Mariupol đã kết thúc bằng một cuộc pháo kích của Nga. Hội Chữ thập đỏ báo cáo rằng có "những cảnh tượng thảm khốc về sự đau khổ của con người" ở Mariupol. Vào chớm trưa, Inna Sovsun, một thành viên quốc hội Ukraine, tuyên bố rằng đường ống dẫn nhiên liệu cung cấp cho Mariupol đã bị quân Nga làm hư hại, khiến hơn 700.000 người không có lò sưởi và cho rằng mọi người có thể chết cóng do nhiệt độ vào lúc đó thường giảm xuống dưới 0 °C (32 °F). Trận pháo kích cũng đánh trúng tháp phát sóng còn hoạt động cuối cùng của thành phố.
Vào ngày 7 tháng 3, Giám đốc Điều hành ICRC cho biết rằng các thỏa thuận về hành lang nhân đạo chỉ được thực hiện về nguyên tắc, không thỏa thuận chính xác để thực hiện, lộ trình cần có, thời gian và liệu hàng hóa có thể được đưa vào hay không. Nhóm ICRC nhận ra rằng một trong những con đường hành lang được đề xuất đã bị đặt mìn và ICRC đang tạo điều kiện cho các cuộc đàm phán giữa các lực lượng Nga và Ukraine.

#### Từ 8.3 tới 9.3
Vào ngày 8 tháng 3, một nỗ lực khác để sơ tán người dân được thực hiện, nhưng chính phủ Ukraina cáo buộc Nga vi phạm lệnh ngừng bắn một lần nữa bằng cách ném bom vào hành lang sơ tán.
Vào ngày 9 tháng 3, hãng tin AP cho biết rất nhiều thường dân và binh sĩ Ukraine đã được các công nhân thành phố chôn cất trong một ngôi mộ tập thể tại một trong những nghĩa trang của thành phố. Các cuộc pháo kích của Nga đã tấn công nghĩa trang vào ngày hôm trước, làm gián đoạn các cuộc chôn cất và làm hư hại một bức tường. Sau đó, một nỗ lực ngừng bắn khác đã thất bại sau khi Orlov báo cáo rằng binh sĩ Nga đã nổ súng vào các công nhân xây dựng và các điểm sơ tán. Orlov mô tả tình trạng thiếu hụt nguồn cung cấp của thành phố trầm trọng đến mức cư dân phải làm tan tuyết để lấy nước. Cuối ngày hôm đó, Hội đồng thành phố Mariupol đã ra thông báo rằng một cuộc không kích của Nga đã tấn công và phá hủy một nhà hộ sinh và bệnh viện nhi đồng. Các quan chức Ukraine tuyên bố rằng ba thường dân đã thiệt mạng và ít nhất 17 người bị thương.
Cùng ngày, các bức ảnh vệ tinh về Mariupol được chụp vào sáng ngày 9 tháng 3 được trang tin khoa học, Space.com, đưa tin cho thấy "thiệt hại lớn" đối với các căn hộ cao tầng, nhà dân, cửa hàng tạp hóa và các cơ sở hạ tầng dân sự khác, so sánh ảnh trước và ảnh sau. Công ty vận hành vệ tinh không gian và các camera của nó hoạt động cho U.S. cơ quan tình báo và quân đội Hoa Kỳ.

### Nga tiến vào thành phố

#### Từ 12.3 tới 19.3
Quân đội Ukraine thông báo ngày 12 tháng 3 rằng các lực lượng Nga đã chiếm được vùng ngoại ô phía đông của Mariupol. Sau đó, một đoàn xe gồm 82 người gốc Hy Lạp đã có thể rời thành phố qua hành lang nhân đạo.
Vào ngày 13 tháng 3, Boychenko tuyên bố rằng các lực lượng Nga đã ném bom thành phố ít nhất 22 lần trong 24 giờ trước đó, với hàng trăm quả bom, và nói thêm rằng nguồn dự trữ thực phẩm và nước cuối cùng trong thành phố đang bị cạn kiệt. Bộ Nội vụ Ukraina cho biết Lực lượng Vệ binh Quốc gia Ukraina đã làm hư hại một số xe bọc thép của Nga bằng các cuộc tấn công bằng đại bác trong ngày. İsmail Hacıoğlu, người đứng đầu Nhà thờ Hồi giáo Sultan Suleiman địa phương, tuyên bố rằng 86 công dân Thổ Nhĩ Kỳ trong thành phố đang chờ chính phủ Thổ Nhĩ Kỳ sơ tán.
Hơn 160 xe ô tô đã có thể rời thành phố vào ngày 14 tháng 3 lúc 13 giờ địa phương, lần sơ tán đầu tiên được phép trong cuộc bao vây. Bộ Quốc phòng Nga tuyên bố rằng 450 tấn viện trợ nhân đạo đã được đưa đến thành phố sau khi lực lượng Nga chiếm được vùng ngoại ô. Các quan chức quân đội Ukraina sau đó cho biết đã giết 150 binh sĩ Nga và phá hủy 10 xe cộ của Nga.

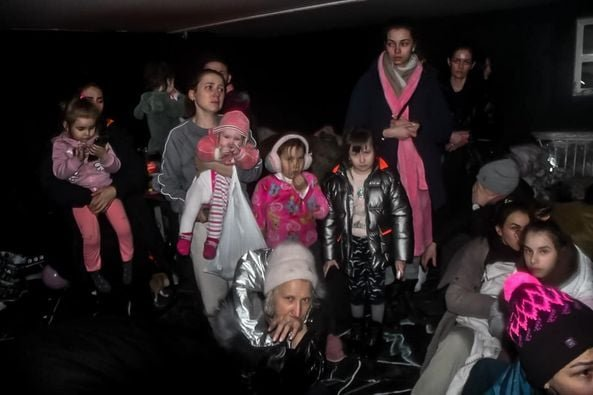
Thường dân tị nạn ở Mariupol, 12 tháng 3 năm 2022

Cùng ngày, Ramzan Kadyrov, người đứng đầu Chechnya, tuyên bố rằng binh lính Chechnya đang tham gia cuộc bao vây và đã tiến vào Mariupol một thời gian ngắn trước khi rút lui. Kadyrov cũng tuyên bố rằng Adam Delimkhanov, một đồng minh thân cận và là thành viên của Duma Quốc gia, là chỉ huy của lực lượng Chechnya ở Mariupol. Tang lễ cho Đại úy Alexey Glushchak của GRU được tổ chức tại Tyumen, và có thông tin tiết lộ rằng ông đã chết gần Mariupol, có thể là trong giai đoạn đầu của cuộc bao vây.
Vào ngày 15 tháng 3, khoảng 4.000 xe cộ với khoảng 20.000 dân thường đã rời thành phố.
Quan chức chính phủ Ukraina Anton Herashchenko nói rằng Thiếu tướng Nga Oleg Mityaev, chỉ huy Sư đoàn 150 bộ binh cơ giới, đã thiệt mạng khi lực lượng Nga cố gắng xâm nhập vào thành phố. Nhà hát kịch khu vực Donetsk, nơi trú ẩn của hàng trăm thường dân, đã bị trúng bom của một chiếc máy bay của Nga vào ngày 16 tháng 3 và bị tàn phá. Pavlo Kyrylenko, thống đốc Donetsk Oblast, sau đó tuyên bố rằng các lực lượng Nga cũng đã nhắm vào bể bơi Neptune.
Vào ngày 18 tháng 3, lực lượng DPR cho biết họ đã chiếm được sân bay Mariupol từ các lực lượng Ukraina. Các cuộc đụng độ sau đó đã xảy ra ở trung tâm thành phố, theo ông thị trưởng  và vào ngày 19 tháng 3, các lực lượng Nga và Ukraina bắt đầu giao tranh tại nhà máy thép Azovstal.

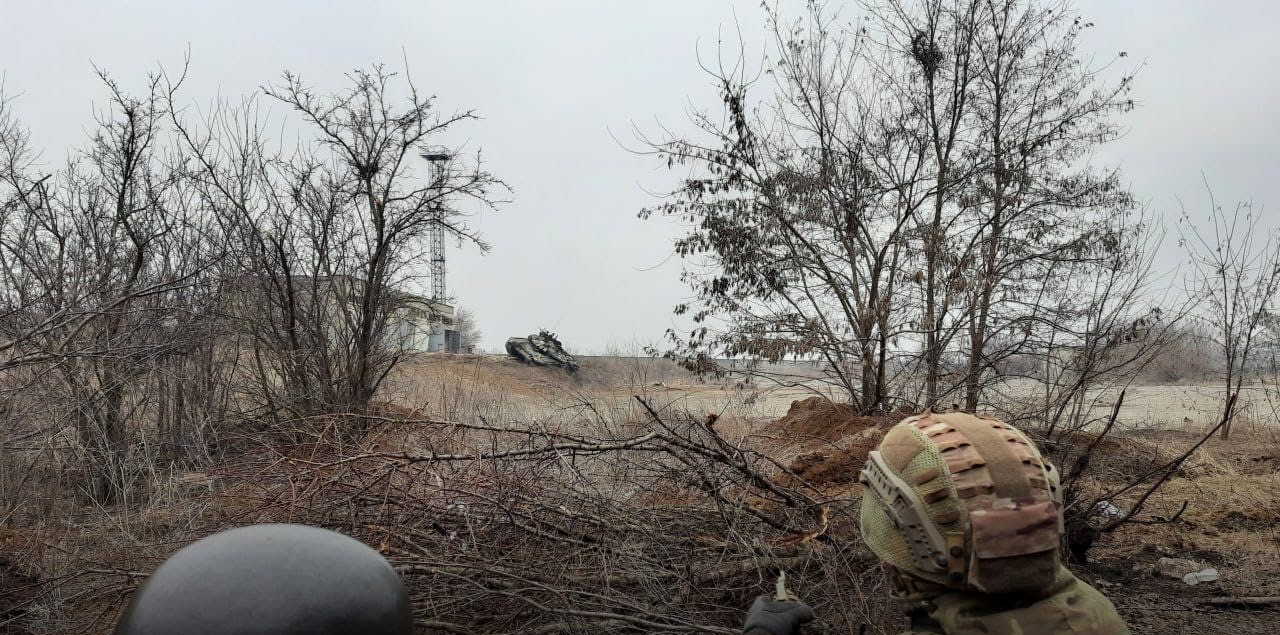
Binh sĩ Ukraina tấn công một xe tăng Nga ở Mariupol.

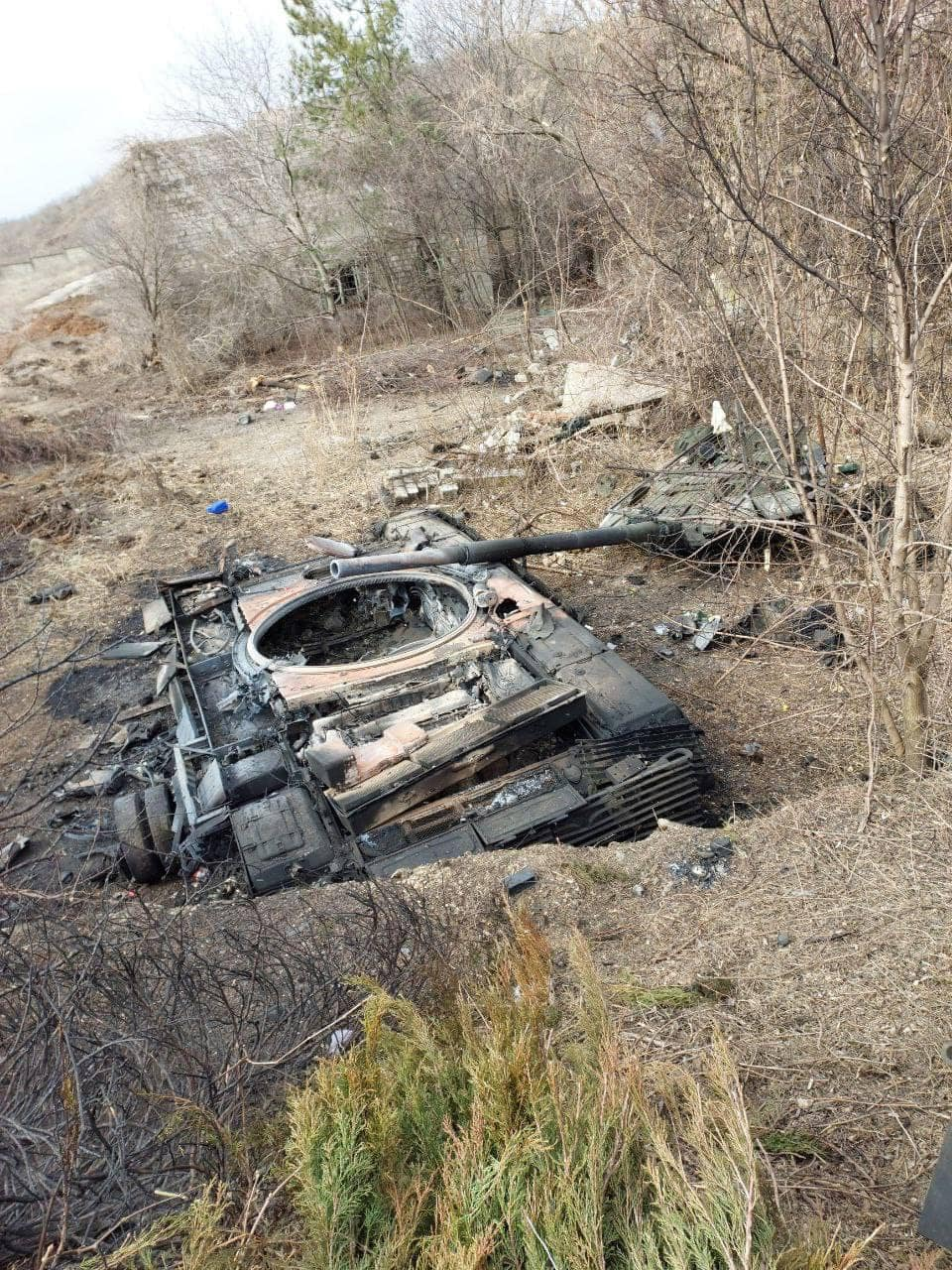
Xe tăng Nga bị quân đội Ukraina phá hủy ở Mariupol.

#### Từ 20.3 tới 26.3
Ngày hôm sau, hội đồng thành phố Mariupol tuyên bố các lực lượng Nga đã lưu đày "vài nghìn" người đến các trại và các thành phố xa xôi ở Nga trong tuần qua. Cùng ngày, Nga phủ nhận rằng điều này đang xảy ra.
Cũng trong ngày 20 tháng 3, một tòa nhà của trường nghệ thuật, nơi đã che chở cho khoảng 400 người, đã bị phá hủy trong một vụ đánh bom của Nga. Không có thông tin về thương vong ngay sau đó.
Lệnh đầu hàng, hạ vũ khí và sơ tán khỏi thành phố của Bộ Quốc phòng Nga đã được đưa ra vào ngày 20 tháng 3, yêu cầu phản hồi bằng văn bản trước 02:00 UTC ngày hôm sau. Tối hậu thư đã bị chính phủ Ukraina và thị trưởng Mariupol bác bỏ.
Vào ngày 21 tháng 3, một trong các chỉ huy tiểu đoàn Ukraina trong thành phố mô tả "cứ 10 phút lại có bom rơi".

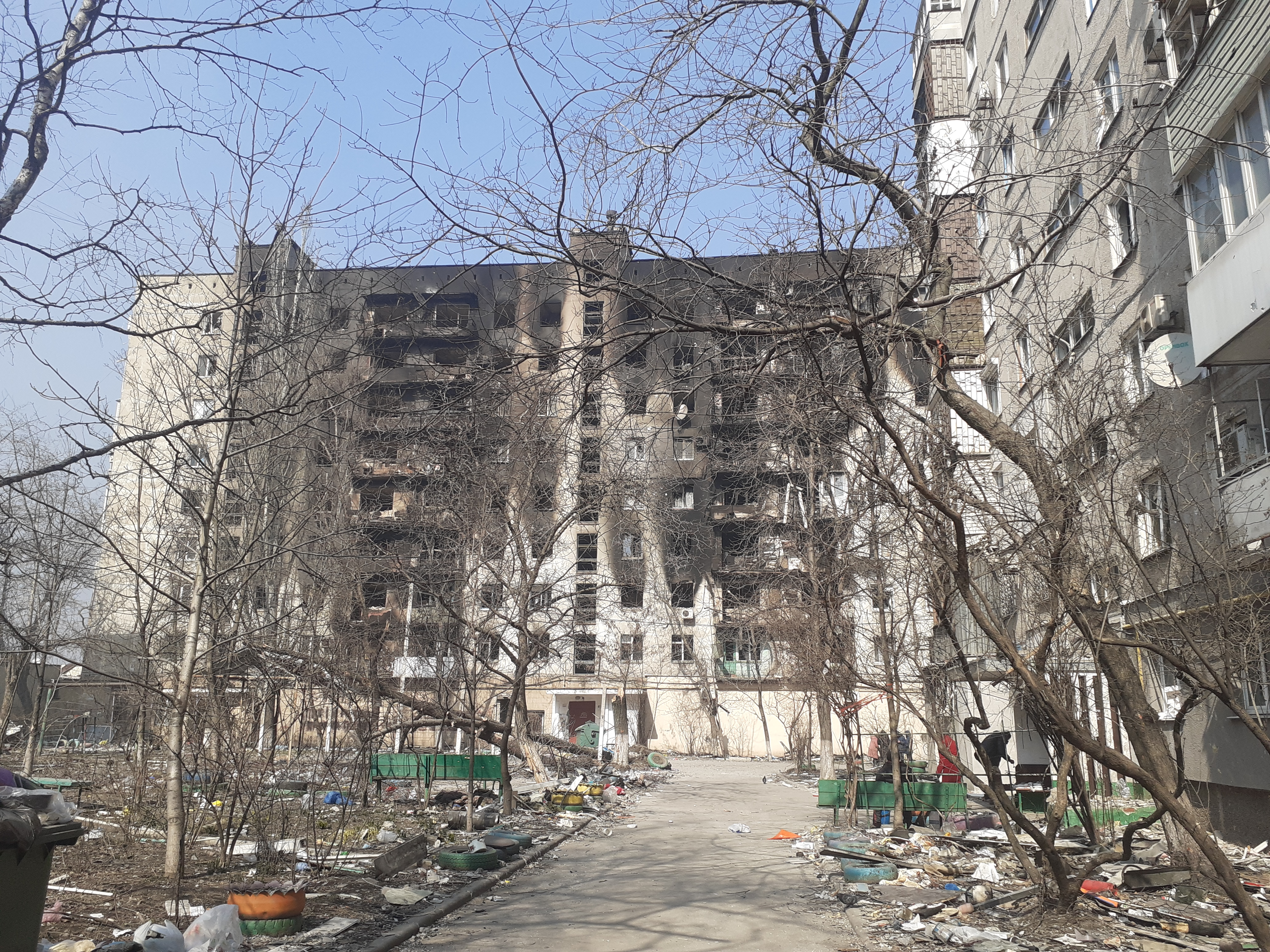
Tòa nhà chung cư bị pháo kích ở Mariupol, ngày 23 tháng 3 năm 2022

Vào ngày 23 tháng 3, chính quyền địa phương, bao gồm cả thị trưởng, rời thành phố do tình hình ngày càng xấu đi. Ngày hôm sau, các lực lượng Nga tiến vào trung tâm Mariupol, chiếm giữ Nhà thờ Chính thống giáo của Đức Mẹ Thiên Chúa. Chính quyền thành phố cáo buộc rằng người Nga đang cố gắng làm mất tinh thần cư dân bằng cách công khai hô hào tuyên bố chiến thắng của Nga, bao gồm cả tuyên bố rằng Odessa đã bị chiếm.

#### Từ 27.3 tới 1.4
Vadym Boychenko cho biết vào ngày 27 tháng 3 rằng trong khi Mariupol vẫn nằm dưới sự kiểm soát của Ukraina, các lực lượng Nga đã tiến sâu vào thành phố và người dân thành phố cần được "sơ tán hoàn toàn". Đến thời điểm này, các binh sĩ Ukraina đã hết lương thực và nước uống, và một nhà phân tích tin rằng các lực lượng Ukraina sẽ không thể chiến đấu trong một vài ngày tới. Tuy nhiên, các sĩ quan Ukraina từ chối di tản khỏi thành phố, vì họ không muốn bỏ mặc những binh lính và thường dân bị thương và chết của họ.
Vào ngày 28 tháng 3 Thị trưởng Vadym Boychenko cho biết "hôm nay chúng tôi đang nằm trong tay của những người chiếm đóng" trong một cuộc phỏng vấn trên truyền hình, và phát ngôn viên của văn phòng thị trưởng Mariupol thông báo rằng "gần 5.000 người" đã bị giết trong thành phố kể từ lúc cuộc bao vây bắt đầu. Chính phủ Ukraine ước tính rằng "từ 20.000 đến 30.000" cư dân Mariupol đã bị cưỡng bức  đến các trại ở Nga  dưới sự kiểm soát của quân đội Nga. Trong ngày, các lực lượng Nga đã chiếm giữ tòa nhà hành chính ở phía bắc quận Kalmiusky  và trụ sở quân sự của Trung đoàn Azov. Ngoài ra, phát ngôn viên Nga Igor Konashenkov thông báo rằng các lực lượng Nga đã bắn hạ một chiếc Mil Mi-8 của Ukraina  mà theo ông là đang hướng đến Mariupol để sơ tán các lãnh đạo của Trung đoàn Azov. Ngày hôm sau, các lực lượng Nga được cho là đã tách quân Ukraina trong thành phố thành hai và thậm chí có thể là ba nhóm.

#### Từ 2.4 tới 10.4
Vào ngày 2 tháng 4, các lực lượng Nga đã chiếm được tòa nhà SBU (cơ quan tình báo) ở trung tâm Mariupol, sau đó không có thêm báo cáo nào về giao tranh trong khu vực. Vào ngày 6 tháng 4, các quan chức Nga cho biết họ đã bắt được 267 lính thủy đánh bộ Ukraine từ Tiểu đoàn 503 của Lực lượng Hải quân Ukraina  và vào ngày 7 tháng 4, DPR tuyên bố đã quét sạch lực lượng Ukraina ra khỏi trung tâm Mariupol. Trong khi đó, quân đội Nga bắt đầu cuộc tiến công từ phía tây nam vào ngày 1 tháng 4, để quân đội Ukraine kiểm soát một phần khu vực xung quanh cảng ở phía tây nam Mariupol vào ngày 7 tháng 4. Ngoài ra, vào ngày 7 tháng 4, lực lượng Nga đã chiếm được một cây cầu dẫn đến nhà máy thép Azovstal. Ngày hôm sau, quân đội Nga chiếm giữ được phần phía nam của cảng Mariupol.
Đến ngày 10 tháng 4, các lực lượng Nga đã chiếm được cảng đánh cá, chia cắt quân đội Ukraina trong cảng với quân đội trong nhà máy thép Azovstal thành hai nhóm, trong khi có thể có một nhóm thứ ba tập trung vào nhà máy thép Illich ở phía bắc. Ngày hôm sau, lực lượng DPR tuyên bố đã chiếm được 80% Mariupol. Các lực lượng địa phương của Ukraina dự kiến thành phố sẽ sớm thất thủ vì họ sắp hết đạn dược, và các nhà phân tích tại Viện Nghiên cứu Chiến tranh tin rằng Mariupol sẽ thất thủ trong vòng một tuần.

### Những nhóm cuối cùng chống trả

#### Từ 11.4 tới 18.4
Vào ngày 11 tháng 4, truyền thông Nga đưa tin rằng 160 quân nhân Ukraine thuộc Lữ đoàn thủy quân lục chiến biệt lập 36 đã bị bắt cùng với trang bị của họ.
Trong đêm giữa ngày 11 và ngày 12 tháng 4, Đại tá Volodymyr Baranyuk dẫn đầu Lữ đoàn thủy quân lục chiến biệt lập 36 trong nỗ lực thoát khỏi vòng vây của Nga tại nhà máy thép Illich ở phía bắc. Sau khi bị phát hiện, họ đã chia thành các nhóm nhỏ hơn, với một số người trong số họ điều hành để liên kết với binh lính của Trung đoàn Azov tại nhà máy Azovstal ở phía đông nam. Khoảng 30 lính thủy quân lục chiến đã bị bắt trong nỗ lực vượt vòng vây. Số phận của Đại tá Baranyuk ban đầu vẫn chưa được biết. Tuy nhiên, sau đó, DPR báo cáo rằng họ đã xác định được thi thể của Baranyuk sau khi lực lượng đặc biệt của họ chặn đường đột phá của Ukraina. Vào ngày 12 tháng 4, Aiden Aslin, một người Anh chiến đấu với Thủy quân lục chiến Ukraina báo cáo rằng đơn vị của anh ta sẽ đầu hàng vì họ đã hết đạn dược, thực phẩm và các nguồn cung cấp khác. Sau đó, vào buổi tối, Nga tuyên bố rằng 1.026 lính của Lữ đoàn thủy quân lục chiến biệt lập 36 đã đầu hàng tại nhà máy thép Illich, bao gồm 162 sĩ quan., Theo Nga, các tù nhân bao gồm 400 chiến binh bị thương. Sau đó, Nga cho biết họ đã bắt thêm 134 quân nhân Ukraina, nâng tổng số tù nhân lên 1.160 người. Viện Nghiên cứu Chiến tranh coi tuyên bố đầu hàng hàng loạt của Nga là "có thể là sai", nhưng tạp chí trực tuyến Novynarnia của Ukraina trích dẫn lời một binh sĩ Ukraina, người nói rằng một số lượng lớn lính thủy đánh bộ, bao gồm cả bị thương, vẫn ở lại tại khu nhà máy Illich đã bị bắt.
Vào ngày 13 tháng 4, các lực lượng Nga đã chiếm được nhà máy Illich, giảm số lượng các nhóm đối kháng ở Mariupol xuống còn hai. Chỉ huy Trung đoàn Azov chỉ trích những người lính đã đầu hàng, trong khi khen ngợi những người đã cố gắng liên kết với đơn vị của họ. Đồng thời, vào ngày 13 tháng 4, Nga tuyên bố đã kiểm soát hoàn toàn cảng thương mại Mariupol, được xác nhận ba ngày sau đó.
Một tờ báo Ukraine dẫn lời chuyên gia quân sự Ukraine Oleg Zhdanov cho rằng đến thời điểm này, Lữ đoàn Bộ binh Hải quân cận vệ 810 của Nga ban đầu được gửi từ Feodosia ở Crimea đã bị tổn thất cực kỳ nặng nề trong cuộc bao vây, đến mức bị "tiêu diệt hai lần".
Vào ngày 15 tháng 4, một chỉ huy quân đội Ukraina kêu gọi gởi quân tiếp viện đến để "phá vỡ vòng vây" của Mariupol. Ông cũng cho rằng "tình hình rất nguy cấp và giao tranh ác liệt" nhưng việc gửi quân tiếp viện và phá vòng vây "có thể làm được và phải tiến hành càng sớm càng tốt". Cùng ngày, người phát ngôn Bộ Quốc phòng Ukraine Oleksandr Motuzianyk cho biết Nga bắt đầu sử dụng máy bay ném bom tầm xa Tu-22M3 để tấn công các mục tiêu ở Mariupol. Nhà máy thép Azovstal, trung tâm của một trong những ổ kháng chiến còn lại, được bảo vệ tốt và được mô tả như một "pháo đài trong thành phố", vì nhà máy thép là một khu phức hợp khổng lồ khiến việc xác định vị trí của lực lượng Ukraina trở nên khó khăn và có các xưởng rất khó bị phá hủy từ trên không. Ngoài ra, khu phức hợp còn chứa một hệ thống đường hầm dưới lòng đất, điều này sẽ khiến việc giải phóng toàn bộ khu phức hợp trở nên khó khăn. Trong ngày, các lực lượng Nga đã chiếm được căn cứ của Lữ đoàn Tác chiến số 12 của Lực lượng Vệ binh Quốc gia Ukraina ở phía tây Mariupol.
Vào ngày 16 tháng 4, quân đội DPR đã chiếm giữ một đồn cảnh sát gần bãi biển Mariupol  và các lực lượng Nga được xác nhận là đã chiếm giữ Trung tâm Kiểm soát Giao thông Tàu thuyền tại cảng. Vài ngày sau khi cảng bị chiếm, vào ngày 20 tháng 4, một sĩ quan Thủy quân lục chiến Ukraina tuyên bố lực lượng Thủy quân lục chiến và Azov từ nhà máy Azovstal đã tiến hành một hoạt động di tản khoảng 500 thành viên của lực lượng biên phòng Ukraina và Vệ binh Quốc gia khỏi cảng, khi họ sắp hết đạn dược. Theo sĩ quan này, lực lượng Ukraina từ hầm Azovstal đã đột phá đến cảng và cung cấp hỏa lực yểm trợ, để 500 binh sĩ bị bao vây rút lui về nhà máy Azovstal. Sau đó, Nga tuyên bố đã chiếm được tất cả các khu vực đô thị của thành phố, đồng thời tuyên bố rằng lực lượng Ukraina chỉ còn lại tại Nhà máy thép Azovstal. Tuy nhiên, giao tranh được cho là vẫn tiếp tục gần đường Flotskaya ở phía tây Quận Primorsky.
Vào ngày 18 tháng 4, người ta ước tính rằng 95% thành phố đã bị phá hủy trong cuộc giao tranh. Binh sĩ Ukraina phớt lờ tối hậu thư đầu hàng của Nga, quyết chiến đấu đến cùng. Nga đe dọa sẽ "tiêu diệt" những người tiếp tục cầm súng. Một chuyên gia quân sự ước tính rằng vẫn có thể có từ 500 đến 800 binh sĩ Ukraina đang ẩn núp trong thành phố, trong khi các quan chức Nga ước tính rằng khoảng 2.500 binh sĩ Ukraina và 400 tình nguyện viên nước ngoài đang cầm cự tại nhà máy Azovstal.

### Bế tắc tại nhà máy thép Azovstal

#### Từ 20.4 tới 28.4

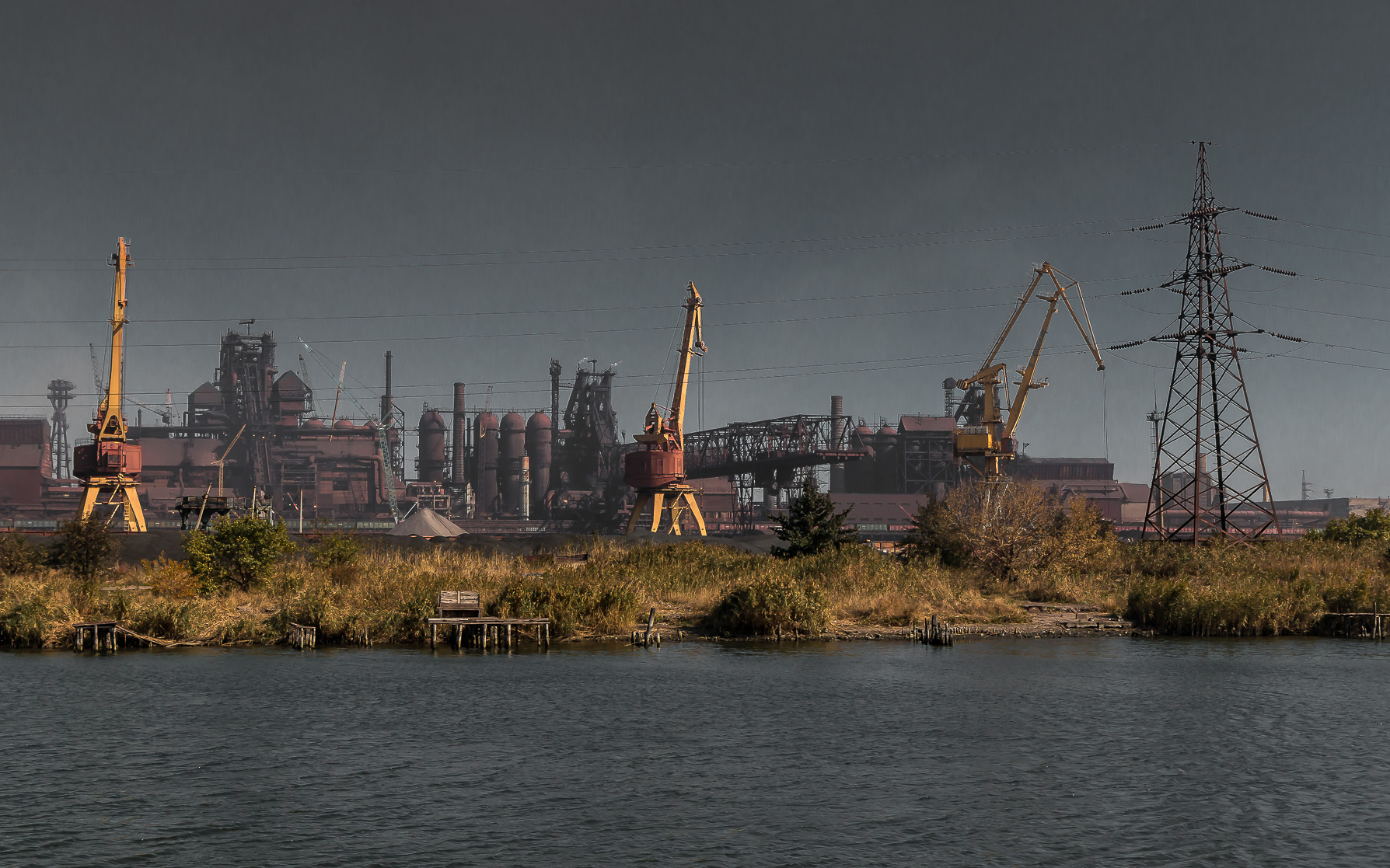
Nhà máy thép Azovstal năm 2014.

Vào ngày 20 tháng 4, các lực lượng của Nga và DPR đã đạt được những bước tiến nhỏ ở vùng ngoại ô của nhà máy Azovstal.
Vào ngày 21 tháng 4, Tổng thống Nga Vladimir Putin đã ra lệnh cho quân đội Nga không được xông vào nhà máy thép Azovstal mà thay vào đó là phong tỏa nó cho đến khi lực lượng Ukraine ở đó hết nguồn cung cấp. Ông cũng tường thuật rằng "Việc hoàn thành công việc chiến đấu để giải phóng Mariupol là một thành công", trong khi một quan chức Ukraina bác bỏ bình luận của Putin, nói rằng việc Nga lựa chọn thực hiện phong tỏa đối với việc xông vào nhà máy thép có nghĩa là Nga đã thừa nhận rằng họ không thể chiếm được Mariupol. Tướng Sir Richard Barrons, cựu Tư lệnh Bộ Chỉ huy Lực lượng Liên hợp của Vương quốc Anh, đánh giá rằng trận chiến giành nhà máy không còn "thực sự phù hợp" đối với việc kiểm soát thành phố và các con đường của nó, vì Nga và Crimea hiện đã được kết nối. Theo ý kiến của ông, việc đánh bại các lực lượng Ukraina tại nhà máy sẽ "thực sự khó khăn" đối với quân đội Nga mà không phải trả một "chi phí to lớn cho cả hai bên". Bất chấp việc phong tỏa theo lệnh, các lực lượng Nga vẫn tiến vào trong vòng 20 mét (66 ft) từ một số vị trí của Ukraina.
Vào ngày 22 tháng 4, Quận Primorsky phía tây được cho là đã bị quân Nga quét sạch, không còn báo cáo về giao tranh, tất cả các lực lượng Ukraine còn lại bị bao vây trong Nhà máy thép Azovstal.
Vào ngày 23 tháng 4, theo Ukraina, các cuộc không kích và một cuộc tấn công trên bộ rõ ràng được đưa ra nhắm vào các công trình thép Azovstal. Một cố vấn của Tổng thống Ukraina cho biết: "Kẻ thù đang cố gắng bóp nghẹt sự kháng cự cuối cùng của những người bảo vệ Mariupol trong khu vực Azovstal". Tuy nhiên, điều này không thể được xác nhận một cách độc lập. Giám đốc an ninh Ukraina Oleksiy Danilov tuyên bố rằng vào ban đêm, một máy bay trực thăng đã tiếp tế cho Azovstal. Cùng ngày, có thông tin cho rằng Nga đang triển khai lại các lực lượng từ Mariupol tới các mặt trận khác ở miền Đông Ukraine, trong đó Nga được cho là tái triển khai 12 đơn vị từ Mariupol. Vào ngày hôm sau, các lực lượng Nga tiếp tục ném bom vào các vị trí của Ukraina trong Nhà máy thép Azovstal, với các báo cáo rằng lực lượng Nga có thể đang lên kế hoạch cho một cuộc tấn công mới vào cơ sở này.
Theo báo cáo của Ukraina, trong đêm giữa 27 và 28 tháng 4, các cuộc không kích nặng nề nhất đã được tiến hành nhằm vào Azovstal, với hơn 50 cuộc tấn công của máy bay Tu-22M3, Su-25 và Su-24 vào cơ sở này. Ukraina tuyên bố một bệnh viện dã chiến của quân đội đã bị trúng đạn, với số lượng người bị thương tăng từ 170 người trước cuộc tấn công lên hơn 600 người sau vụ đánh bom.

#### Từ 30.4 tới 7.5
Vào ngày 30 tháng 4, Liên hợp quốc và Ủy ban Chữ thập đỏ quốc tế bắt đầu thực hiện sơ tán thông qua hành lang nhân đạo. Hành lang này được thực hiện sau chuyến công du của Tổng thư ký Liên hợp quốc António Guterres đến Moscow vào tuần trước, nơi ông đích thân làm môi giới cho một thỏa thuận về hành lang nhân đạo. Vào ngày 30 tháng 4, 20 thường dân đã rời khỏi nhà máy thép Azovstal, trong khi truyền thông Nga cho rằng con số 25. Các cuộc đàm phán đang được tiến hành để cố gắng giải thoát cho 1.000 dân thường còn lại. Ít nhất hai trong số những người vợ của các thành viên của Trung đoàn Azov, đã kêu gọi đồng thời sơ tán khoảng 2.000 lính sẽ bị bỏ lại sau cuộc sơ tán thường dân, làm nổi bật mối lo ngại về việc người Nga đối xử với tù nhân chiến tranh và sự thiếu thốn về y tế và thực phẩm.
Vào ngày 2 tháng 5, khoảng 100 thường dân được tường thuật là đã được sơ tán. Máy bay Nga, theo Bộ Quốc phòng Hoa Kỳ, đã sử dụng bom không được điều khiển tại Mariupol. Các lực lượng bộ binh của Nga cũng được cho là đang rút khỏi thành phố, có thể để củng cố các vị trí của họ ở Donbas, nơi Nga đang thực hiện một cuộc tấn công quy mô lớn. Theo một quan chức DOD của Hoa Kỳ: "Phần lớn những nỗ lực xung quanh Mariupol đối với người Nga hiện đang nằm trong phạm vi của các cuộc không kích".
Vào ngày 3 tháng 5, lực lượng Nga tại Mariupol bắt đầu lại các cuộc tấn công vào Azovstal. Ngày hôm sau, có tường thuật là người Nga đã xông vào khu vực nhà máy.
Vào ngày 4 tháng 5, chính trị gia Ukraina David Arakhamia cho biết: "Các nỗ lực tấn công nhà máy tiếp tục sang ngày thứ hai. Quân đội Nga đã có mặt trong khu vực nhà máy Azovstal," 
Vào ngày 5 tháng 5, khoảng 300 thường dân đã được phép rời đi do Nga mở hành lang nhân đạo. Các hành lang này sẽ hoạt động từ 8 giờ sáng đến 6 giờ tối. Các lực lượng Ukraine đổ lỗi cho thành công của Nga là do một thợ điện đã cung cấp cho lực lượng Nga thông tin về mạng lưới đường hầm dưới lòng đất, tuyên bố: "Hôm qua, người Nga đã bắt đầu xông vào các đường hầm này, sử dụng thông tin họ nhận được từ kẻ phản bội." 
Vào ngày 5 tháng 5, The Telegraph đưa tin rằng Nga đã tăng cường ném bom các boongke của nhà máy thép bằng cách sử dụng bom nhiệt áp để tăng sức tàn phá của hỏa lực đã triển khai đối với những binh sĩ Ukraina còn lại đã mất hoàn toàn liên lạc với chính phủ Kyiv; trong lần liên lạc cuối cùng của mình, Zelenskyy đã ủy quyền cho chỉ huy của nhà máy thép bị đánh bại đầu hàng khi cần thiết trước sức ép của các cuộc tấn công ngày càng tăng của Nga.
Vào ngày 6 tháng 5, tổng cộng khoảng 500 thường dân đã được sơ tán theo thông tin của Liên Hợp Quốc. Trung đoàn Azov báo cáo một binh lính thiệt mạng và sáu người bị thương trong khi giúp sơ tán thường dân.
Vào ngày 7 tháng 5, chính phủ Ukraina thông báo rằng tất cả phụ nữ, trẻ em và người già còn lại ở trong nhà máy thép Azovstal đã được sơ tán.

### Những người lính bị bao vây và nhiều thường dân khác được phát hiện
Vào ngày 8 tháng 5, chỉ huy của lữ đoàn bộ binh biển 36, Serhiy Volinski, đã yêu cầu "một đấng tối cao nào đó hãy tìm ra cách giải cứu cho chúng tôi". Đối với điều kiện hiện tại của họ, "Cảm giác như tôi đã bị đưa vào trong một chương trình thực tế địa ngục, trong đó những người lính của chúng tôi chiến đấu vì mạng sống của mình và cả thế giới xem tập phim thú vị này. Đau đớn, thống khổ, đói khát, khốn khổ, nước mắt, sợ hãi, chết chóc. Tất cả đều là thật. " Tổng thống Zelenskyy hứa "chúng tôi đang tiến hành sơ tán quân đội của mình".
Vào ngày 9 tháng 5, Cộng hòa Nhân dân Donetsk tổ chức lễ duyệt binh Ngày Chiến thắng ở Mariupol. Lãnh đạo của Cộng hòa, Denis Pushilin đã tham gia sự kiện này.
Vào ngày 10 tháng 5, các nhà chức trách Ukraina thông báo rằng 1.000 binh sĩ và 100 dân thường khác đã được phát hiện vẫn đang ẩn náu, mắc kẹt bên trong các xưởng thép Azovstal rất lớn.
Viện nghiên cứu chiến tranh lưu ý rằng, Nga không tân công vào ngày ngày 12 tháng 5, nhưng cho biết, các lực lượng Nga có lẽ đã kiểm soát được đường cao tốc M14 vào ngày hôm sau.

### Sơ tán cuối cùng
Vào ngày 16 tháng 5, Bộ Tổng tham mưu Ukraina tuyên bố rằng, quân đồn trú Mariupol đã hoàn thành nhiệm vụ chiến đấu của mình và những cuộc sơ tán khỏi nhà máy thép Azovstal đã bắt đầu. Quân đội nói rằng 264 binh lính, 53 người trong số họ "bị thương nặng", đã bị xe buýt đưa đến các khu vực do lực lượng Nga kiểm soát. Một bài đăng trên phương tiện truyền thông xã hội đã được phát hành bởi chỉ huy trung đoàn Azov Denis Prokopenko nói: "Để cứu lấy mạng sống, toàn bộ quân đồn trú Mariupol đang thực hiện quyết định được phê duyệt của Bộ Tư lệnh Quân sự Tối cao và hy vọng được sự hỗ trợ của người dân Ukraina." Tuyên bố này được đưa ra theo sau quyết định của Nga sơ tán những người lính Ukraina bị thương khỏi nhà máy Azovstal và để họ được đưa đến thị trấn Novoazovsk do DPR kiểm soát để điều trị. Bộ trưởng Quốc phòng Ukraina Hanna Malyar nói: "Cảm ơn những người bảo vệ Mariupol, Ukraina đã có được thời gian cực kỳ quan trọng để thành lập dự trữ và tập hợp lại lực lượng và nhận được sự giúp đỡ từ các đối tác. Và họ đã hoàn thành tất cả các nhiệm vụ của họ." Nhưng không thể giải tỏa Azovstal bằng các phương tiện quân sự. "
Thư ký báo chí Nga Dmitry Peskov cho biết Tổng thống Nga Vladimir Putin đã đảm bảo rằng các binh lính đầu hàng sẽ được đối xử "theo tiêu chuẩn quốc tế" trong khi Tổng thống Ukraine Volodymyr Zelenskyy nói "công việc đưa các binh lính về nhà tiếp tục, và công việc này cần phải tế nhị - và thời gian ". Một số nhà lập pháp có tiếng của Nga kêu gọi chính phủ từ chối trao đổi tù nhân cho các thành viên của Trung đoàn Azov. ICRC đã ghi nhận quân đội đầu hàng với tư cách là tù nhân chiến tranh theo yêu cầu của cả hai bên, thu thập thông tin để liên hệ với gia đình của họ.
Vào ngày 18 tháng 5, pháo binh và máy bay Nga đã ném bom những người tử thủ còn lại của Azovtal. Ban lãnh đạo DPR tuyên bố rằng các chỉ huy cấp cao của địa phương Ukraine chưa đầu hàng.

## Tình hình nhân đạo và tội ác chiến tranh

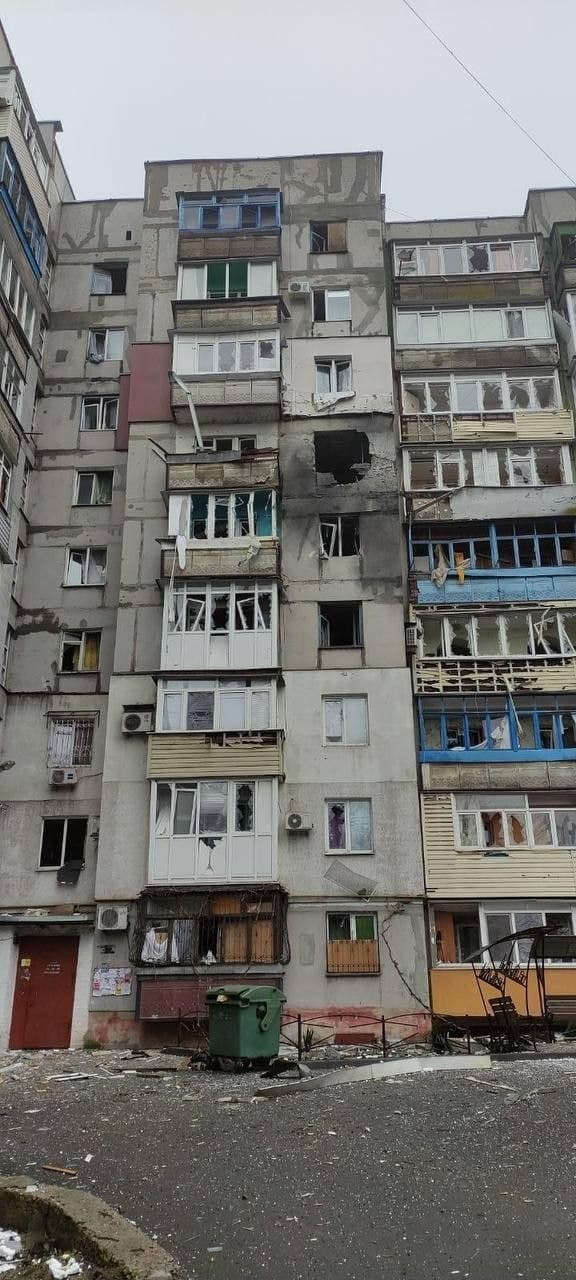
Một tòa nhà chung cư bị pháo kích trong các cuộc tấn công suốt ngày đêm, ngày 3 tháng 3 năm 2022

Vào ngày 6 tháng 3, Petro Andryushchenko, cố vấn của thị trưởng Mariupol, báo cáo rằng mọi người đã phải "uống nước từ các vũng nước trên đường phố" do mất nước máy trong thành phố do các cuộc tấn công ném bom và pháo kích của Nga suốt ngày đêm. Ông cũng tuyên bố rằng không có lò sưởi, điện hoặc dịch vụ điện thoại. Thường dân đã không thể sơ tán khỏi thành phố do nhiều lần lệnh ngừng bắn bị vi phạm, vì các cuộc tấn công vào các hành lang sơ tán đã được thỏa thuận và các cuộc tấn công trực tiếp vào dân thường đang cố gắng di tản.
Vào ngày 7 tháng 3, Đại sứ Hoa Kỳ tại Tổ chức An ninh và Hợp tác châu Âu, Michael Carpenter, mô tả hai vụ việc xảy ra ở Mariupol vào ngày 5 và 6 tháng Ba là tội ác chiến tranh. Ông tuyên bố rằng vào cả hai ngày, các lực lượng Nga đã ném bom các hành lang sơ tán đã thỏa thuận trong khi thường dân đang cố gắng sử dụng chúng.
Vào ngày 14 tháng 3, một phát ngôn viên khác của ICRC thông báo rằng "hàng trăm nghìn" người dân trong thành phố đang "đối mặt với tình trạng thiếu hụt hoàn toàn hoặca cực kỳ đối với các nhu cầu thiết yếu cơ bản như thực phẩm, nước và thuốc."  Vào ngày 15 tháng 3, Phó Thủ tướng Ukraina Iryna Vereshchuk cáo buộc các lực lượng Nga bắt khoảng 400 dân thường làm con tin sau khi chiếm được một bệnh viện trong thành phố. Các quan chức Ukrain cáo buộc các lực lượng Nga đã nổ súng vào một đoàn xe sơ tán và làm bị thương 5 thường dân vào ngày 16 tháng 3. Vào ngày 18 tháng 3, các quan chức Ukraine tuyên bố rằng hơn 350.000 người đang trú ẩn vì bị bao vây ở Mariupol, vẫn không được tiếp cận với thức ăn hoặc nước uống.
Vào ngày 21 tháng 3, CNN đưa tin về một quan chức ở Mariupol nói rằng mọi người sợ hãi, do các cuộc ném bom và pháo kích liên tục, không dám rời khỏi các hầm trú ẩn của họ thậm chí để lấy thức ăn và nước uống, có nghĩa là họ đang cố gắng uống ít hơn và ăn ít hơn. Vào ngày 22 tháng 3, CNN đưa tin, Quân đội Nga đã tịch thu 11 xe buýt chạy vào thành phố để sơ tán công dân. Fox News sau đó đưa tin rằng ít nhất một số xe buýt chở đầy đồ nhân đạo đã bị lấy đi. Cũng có thông tin cho rằng 15 nhân viên cứu trợ trên xe buýt đã bị bắt khi đang cố gắng đưa thức ăn vào Mariupol. CNN cũng đưa tin rằng cho đến nay, mọi nỗ lực đưa những chiếc xe buýt trống vào Mariupol để sơ tán dân thường đều thất bại. Vào ngày 23 tháng 3, Tổng thống Ukraine Zelenskeyy thông báo rằng 100.000 dân thường vẫn chưa thể thoát ra khỏi Mariupol và họ bị mắc kẹt trong "những điều kiện vô nhân đạo" mà không có thức ăn, nước sinh hoạt hoặc thuốc men.
Vào ngày 25 tháng 3, Tướng Nga Mikhail Mizintsev bị chính quyền Ukraine cáo buộc đã ra lệnh đánh bom cả Bệnh viện Phụ sản và Trẻ em Mariupol cũng như nhà hát thành phố nơi 1.200 thường dân đang trú ẩn.

### Ngăn chặn các nỗ lực sơ tán
Vào ngày 1 tháng 4, một nỗ lực giải cứu của Liên Hợp Quốc nhằm vận chuyển hàng trăm thường dân sống sót ra khỏi Mariupol với 50 xe buýt được phân bổ đã bị đe dọa bởi quân đội Nga, những người đã từ chối cho họ vào thành phố an toàn, trong khi các cuộc đàm phán hòa bình tiếp tục diễn ra tại Istanbul. Vào ngày 4 tháng 4, một tên lửa của Hải quân Nga đã bắn trúng một tàu chở hàng mang cờ Dominica có trụ sở tại Malta, khiến con tàu bốc cháy.

### Vụ đánh bom bệnh viện phụ sản và trẻ em

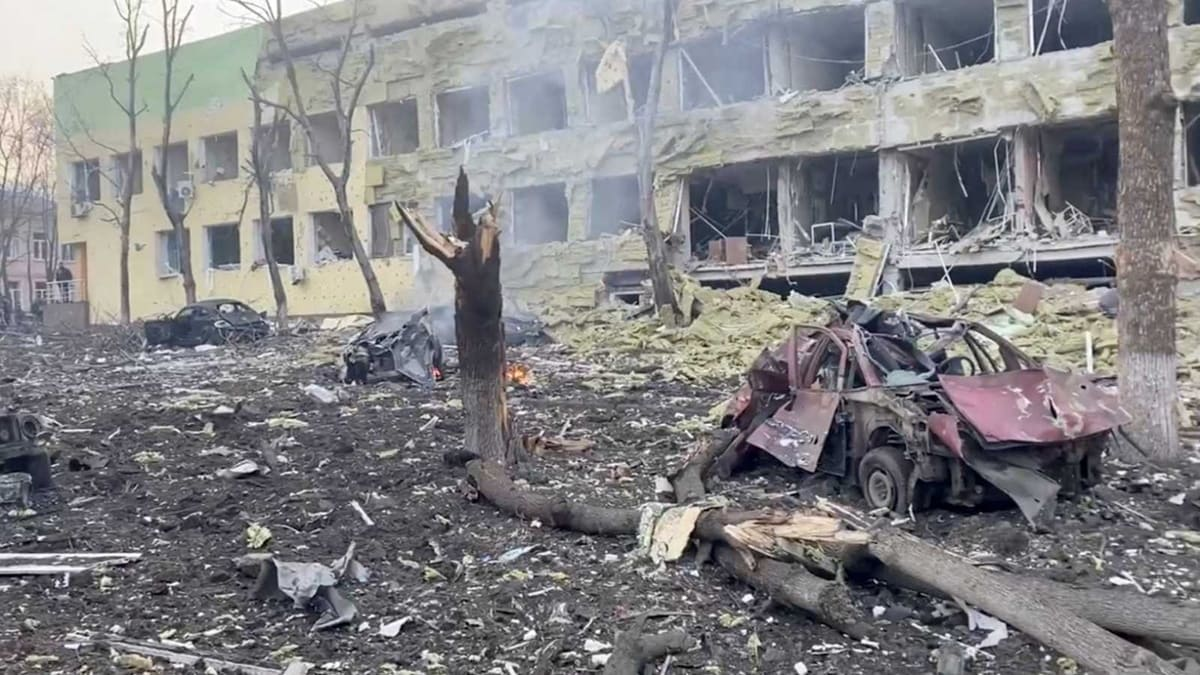
Hậu quả của vụ đánh bom bệnh viện nhi và bệnh viện phụ sản ở Mariupol, ngày 9 tháng 3 năm 2022

Vào ngày 9 tháng 3, sau khi một cuộc không kích làm hư hại một khu phụ sản và bệnh viện trẻ em, Tổng thống Ukraine Volodymyr Zelenskyy đã tweet rằng cuộc tấn công là một "hành động tàn bạo" cùng với một đoạn video về đống đổ nát của tòa nhà. Bệnh viện đã bị phá hủy. Ba người thiệt mạng, trong đó có một cô gái trẻ và ít nhất 16 người bị thương; nhà chức trách tuyên bố rằng nhiều bệnh nhân và nhân viên bệnh viện đã bị chôn vùi dưới đống đổ nát do vụ nổ.
Ngoại trưởng Nga Sergey Lavrov nói rằng tòa nhà này trước đây là một bệnh viện phụ sản và Nga đã ném bom nó vì khi đó nó đã bị Trung đoàn Azov chiếm đóng.
Sau đó cùng ngày, phát ngôn viên Bộ Ngoại giao Nga Maria Zakharova bác bỏ vụ đánh bom bệnh viện, cho đó là "khủng bố thông tin", trong khi người phát ngôn Bộ Quốc phòng Nga Igor Konashenkov gọi vụ đánh bom là dàn dựng.
Sau đó, vào chiều ngày 10 tháng 3, Đại sứ quán Nga tại Vương quốc Anh cho biết trong một tweet rằng hai phụ nữ mang thai bị thương được nhìn thấy đã được sơ tán sau vụ tấn công thực sự do các nữ diễn viên giả dạng, rằng khu sản phụ đã bị Trung đoàn Azov 
chiếm đóng và không có phụ nữ hoặc trẻ em nào ở đó vì cơ sở này "không hoạt động".  Dmitry Peskov, thư ký báo chí của Tổng thống Nga, tuyên bố ngay sau vụ đánh bom rằng chính phủ Nga sẽ điều tra vụ việc.
Cáo buộc của Nga sau đó bắt đầu thịnh hành trên mạng ở Nga, bao gồm cả trên mạng xã hội Telegram của Nga, có hàng trăm nghìn người theo dõi. Twitter sau đó đã gỡ các bài đăng của đại sứ quán xuống vì vi phạm các quy tắc của họ về thông tin sai lệch.

Người phụ nữ mang thai bị thương trên cáng trong đoạn băng video (bị Nga cáo buộc là diễn viên) đã được chuyển đến một bệnh viện khác và sau đó tử vong vào ngày 13/3, sau khi thai nhi bị chết non. Bà ấy đã bị nhiều vết thương trong vụ đánh bom, bao gồm cả xương chậu bị dập nát và xương hông tách rời, nguyên nhân dẫn đến cái chết của đứa con bà ấy. Các nhân viên y tế nói, khi nhìn thấy đứa trẻ sinh non của mình đã mất, bà đã hét lên với họ: "Hãy giết tôi ngay đi." Ba mươi phút sau, bà cũng chết.
Các tuyên bố của Nga rằng các video là giả mạo và bệnh viện bị đánh bom được sử dụng như một đồn quân sự đã bị các phóng viên điều tra vạch trần.

### Đánh bom nhà hát khu vực

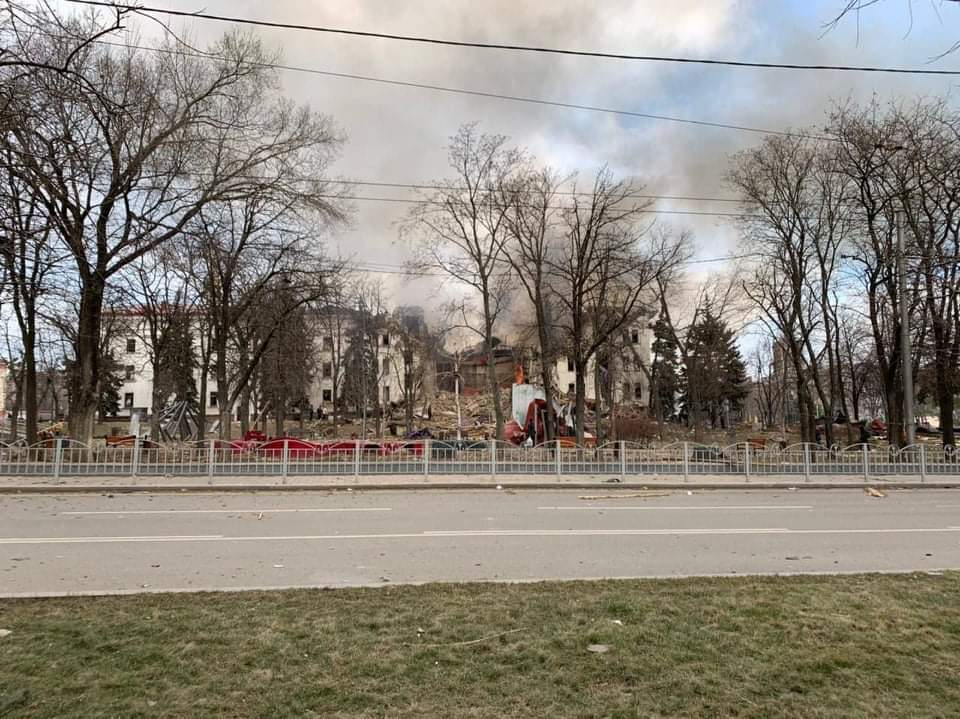
Nhà hát kịch khu vực Donetsk bị đánh bom vào ngày 16 tháng 3.

Vào ngày 16 tháng 3, Nhà hát kịch khu vực Donetsk của thành phố bị tấn công và phá hủy phần lớn bởi một cuộc không kích. Hội đồng thành phố Mariupol cáo buộc Nga nhắm vào nhà hát kịch, nơi có ít nhất hàng trăm thường dân trú ẩn. Tổ chức Theo dõi Nhân quyền tuyên bố rằng nhà hát đã che chở cho ít nhất 500 thường dân. Serhiy Taruta, cựu thống đốc của Donetsk Oblast, tuyên bố rằng 1.300 người đang trú ẩn bên trong.
Một hình ảnh vệ tinh do Maxar Technologies chụp vào ngày 14 tháng 3 cho thấy từ tiếng Nga có nghĩa là "trẻ em" được viết bằng chữ trắng lớn trên vỉa hè ở cả phía trước và phía sau của nhà hát, điều này sẽ làm rõ ràng rằng thường dân đang trú ẩn bên trong. Bộ trưởng Ngoại giao Ukraine Dmytro Kuleba tuyên bố rằng Nga "không thể không biết đây là nơi trú ẩn của dân thường". Theo Verkhovna Rada (Quốc hội Ukraina), không thể bắt đầu hoạt động cứu hộ tại nhà hát do trận pháo kích vẫn diễn ra. Hội đồng thành phố cũng tuyên bố rằng lối vào hầm trú ẩn trong nhà hát đã bị chặn bởi các mảnh vỡ. Bộ Quốc phòng Nga phủ nhận việc tấn công tòa nhà và cáo buộc Trung đoàn Azov đã cho nổ tung nó.
Tuy nhiên, hầm tránh bom dưới tầng hầm, nơi mọi người đã trú ẩn, có thể bảo vệ chống lại cuộc tấn công theo Taruta. Những người sống sót bắt đầu xuất hiện từ những gì còn lại của nhà hát vào ngày 17 tháng 3. Theo các quan chức Ukraina, hơn 130 dân thường đã được cứu khỏi tầng hầm tính đến ngày 18 tháng 3 và lực lượng cứu hộ vẫn chưa tìm thấy bất kỳ trường hợp tử vong nào. Hội đồng thành phố tuyên bố rằng không có ai thiệt mạng theo thông tin ban đầu, nhưng một người bị thương nặng.

### Pháo kích hàng loạt vào các khu dân cư

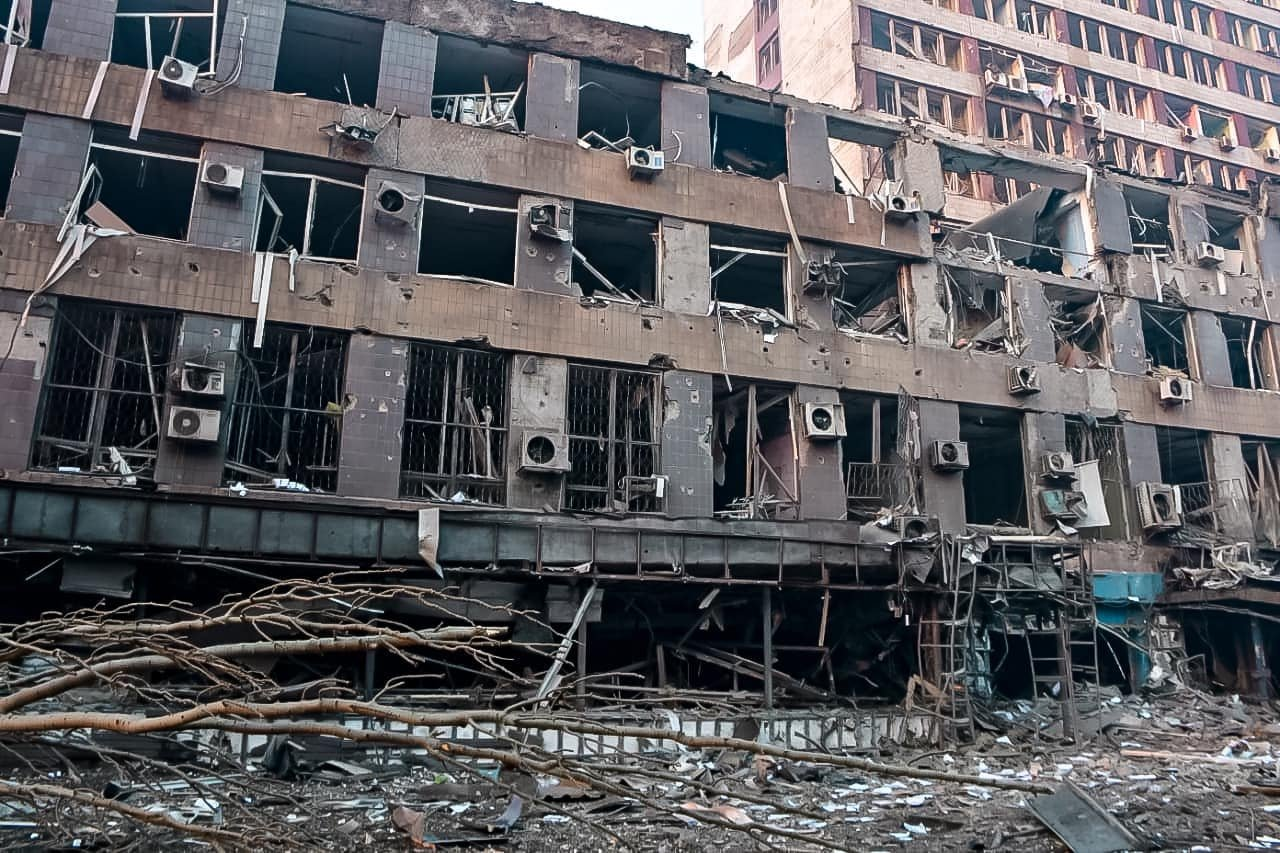
Thiệt hại do chiến tranh ở Mariupol, ngày 12 tháng 3 năm 2022

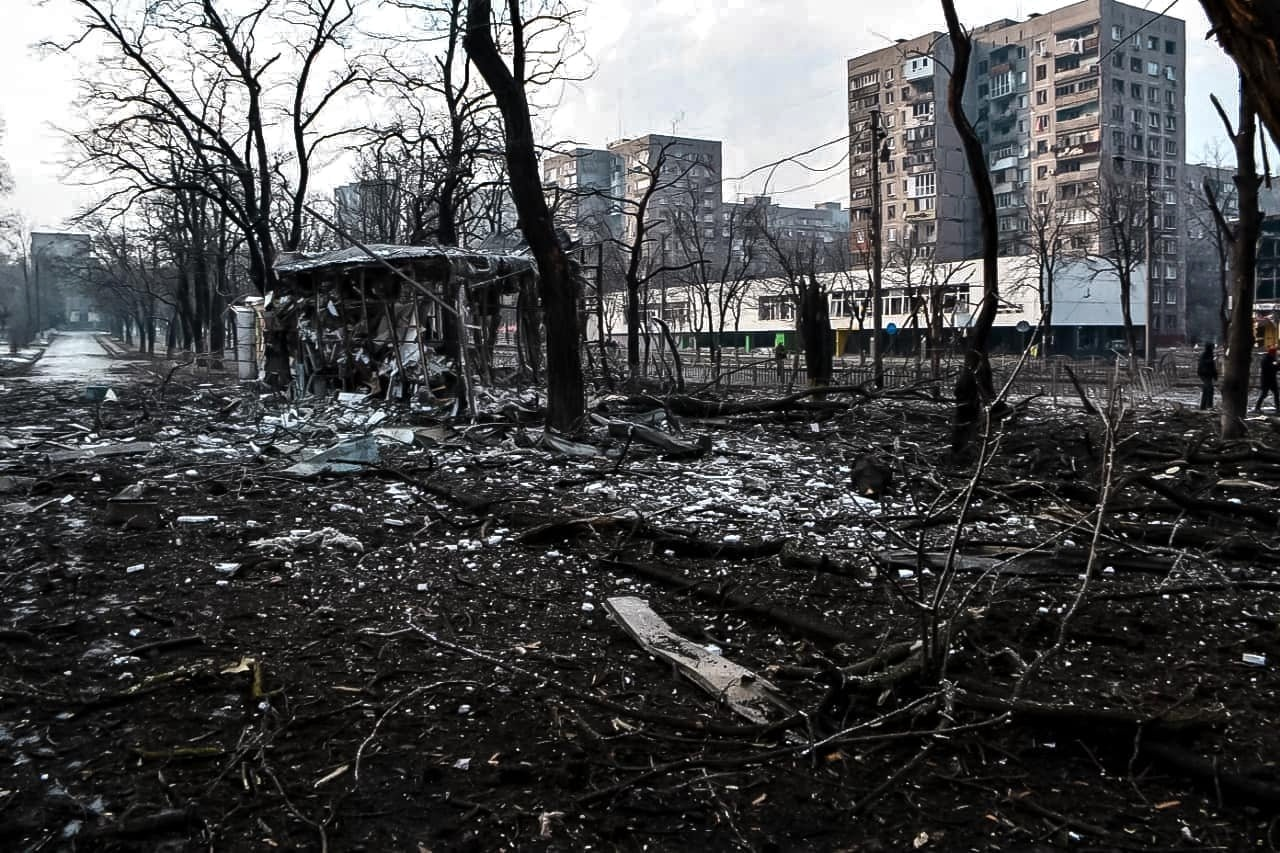
Một con phố của Mariupol trong cuộc vây hãm thành phố trong cuộc xâm lược Ukraina năm 2022 của Nga

Vào ngày 2 tháng 3, Phó thị trưởng Sergiy Orlov báo cáo rằng pháo binh Nga đã nhắm vào một khu dân cư đông đúc của Mariupol, pháo kích vào khu vực này trong gần 15 giờ. Ông nói rằng một khu dân cư đông đúc ở tả ngạn của thành phố đã bị "phá hủy gần như hoàn toàn".
Các bức ảnh vệ tinh chụp Mariupol sáng ngày 9 tháng 3 do Maxar Technologies chụp cho thấy "thiệt hại lớn" đối với các căn hộ cao tầng, nhà dân, cửa hàng tạp hóa và các cơ sở hạ tầng dân sự khác. Điều này được xác định bằng cách so sánh các bức ảnh trước và sau. Hội đồng thành phố Mariupol đã đưa ra một tuyên bố rằng thiệt hại đối với thành phố là "rất lớn". Người ta ước tính rằng khoảng 80% ngôi nhà của thành phố đã bị hư hại đáng kể, trong đó gần 30% không thể sửa chữa được. Tường thuật từ Mariupol, phóng viên Pavel Klimov của Reuters nói rằng "xung quanh đều là những vỏ đạn đen xì" trước những ngôi nhà dân cư cao tầng.
Vào ngày 16 tháng 3, BBC News đưa tin, các cuộc tấn công gần như liên tục của Nga đã biến các khu dân cư thành "một khu đất hoang."  On the same day it reported that it had obtained drone footage showing "a vast extent of damage, with fire and smoke billowing out of apartment blocks and blackened streets in ruins." Một người dân thành phố nói với BBC rằng "ở khu vực bờ trái, không có tòa nhà dân cư nào còn nguyên vẹn, tất cả đều bị thiêu rụi." Phía tả ngạn có một khu dân cư đông đúc. Cô cũng nói rằng trung tâm thành phố là "không còn thể nhận ra được."  Cùng ngày, Viện Nghiên cứu Chiến tranh (ISW) báo cáo rằng các lực lượng Nga tiếp tục phạm tội ác chiến tranh ở Mariupol, bao gồm cả "nhắm vào cơ sở hạ tầng dân sự." 
Vào ngày 18 tháng 3, Trung tướng Jim Hockenhull, Cục trưởng Cục Tình báo Quốc phòng của Vương quốc Anh (Anh), mô tả "tiếp tục nhắm mục tiêu vào dân thường ở Mariupol". Nhà chức trách Ukraina tuyên bố rằng khoảng 90% các tòa nhà ở Mariupole hiện đã bị hư hại hoặc phá hủy. Cùng ngày, Sky News từ Vương quốc Anh mô tả các video cho thấy "các khu dân cư không thể nhận ra được sau vụ đánh bom."  Sky News cũng trích dẫn Hội Chữ thập Đỏ mô tả "Sự tàn phá như ngày tận thế ở Mariupol."  Vào ngày 19 tháng 3 năm 2022, một sĩ quan cảnh sát Ukraina ở Mariupol đã thực hiện một đoạn video trong đó anh ta nói "Trẻ em, người già đang chết. Thành phố bị phá hủy và nó bị xóa sổ khỏi trái đất." Đoạn video đã được xác thực bởi Associated Press.
Chính quyền Mariupol cho biết vào ngày 28 tháng 3 rằng 90% tất cả các tòa nhà ở Mariupol đã bị hư hại do pháo kích, với 40% tất cả các công trình bên trong thành phố bị phá hủy. Các số liệu thống kê được công bố cũng tính rằng 90% bệnh viện của Mariupol đã bị hư hại, và 23 trường học và 28 trường mẫu giáo đã bị phá hủy do pháo kích của Nga.
Đến ngày 18 tháng 4, các quan chức Ukraine ước tính rằng ít nhất 95% Mariupol đã bị phá hủy trong cuộc giao tranh, phần lớn là kết quả của các chiến dịch ném bom của Nga.
Vào ngày 12 tháng 4, các quan chức thành phố báo cáo rằng có tới 20.000 thường dân đã thiệt mạng. Cùng ngày, Thị trưởng thành phố báo cáo rằng khoảng 21.000 thường dân đã thiệt mạng.
20,000–30,000 people deported

### Thương vong dân sự
Phó thị trưởng thành phố Mariupol Serhiy Orlov tuyên bố vào ngày 9 tháng 3 rằng ít nhất 1.170 thường dân trong thành phố đã bị giết trong thành phố kể từ khi cuộc xâm lược của Nga bắt đầu và những người chết được chôn trong các ngôi mộ tập thể. Vào ngày 11 tháng 3, hội đồng thành phố tuyên bố rằng ít nhất 1.582 thường dân đã bị giết trong cuộc bao vây, vào ngày 13 tháng 3 tăng lên thành 2.187 người bị giết. Vào ngày 14 tháng 3, Oleksiy Arestovych, cố vấn của tổng thống Ukraina Volodymyr Zelenskyy, tuyên bố rằng hơn 2.500 thường dân đã bị giết trong cuộc bao vây Mariupol. Tuy nhiên, hội đồng thành phố sau đó đã nói rõ rằng 2.357 thường dân đã chết.
Tuy nhiên, Pyotr Andryushchenko, một cố vấn của chính quyền thành phố tuyên bố rằng số liệu của hội đồng là không chính xác và ước tính rằng tổng số thường dân thiệt mạng có thể lên tới 20.000 người. Tờ New York Times đưa tin rằng các quan chức thành phố đã phải vật lộn để tính xem có bao nhiêu thường dân đã chết hoặc mất tích trong cuộc bao vây. Các video đăng trên Telegram cho thấy cư dân khu phố Cheryomushki buộc phải chôn xác trong sân, trong khi những người khác phải biến một tòa nhà bưu điện thành một nhà xác tạm bợ, chất đống xác chết.
Vào ngày 16 tháng 3, hãng thông tấn AP (AP) đưa tin rằng họ đã ghi nhận rằng nhiều người trong số những người thiệt mạng là "các trẻ em và bà mẹ", ngược lại với tuyên bố của chính phủ Nga rằng thường dân không bị nhắm đến.
Họ cũng tường thuật rằng các bác sĩ ở Mariupol đã nói rằng họ đang điều trị cho "10 dân thường bị thương cứ mỗi binh sĩ Ukraina bị thương." 
Vào ngày 11 tháng 4, Thị trưởng Mariupol tuyên bố rằng các lực lượng Nga đã giết chết hơn 10.000 dân thường trong thành phố.
 Vào ngày 12 tháng 4, các quan chức thành phố báo cáo rằng có tới 20.000 dân thường đã thiệt mạng. Cùng ngày, Thị trưởng thành phố báo cáo rằng khoảng 21.000 thường dân đã thiệt mạng.

### Bị cáo buộc sử dụng vũ khí hóa học
Vào ngày 11 tháng 4 năm 2022, Eduard Basurin, người phát ngôn của Cộng hòa Nhân dân Donetsk, đã kêu gọi Nga đưa "lực lượng hóa học" đến để "thả khói đuổi những con chuột chũi lên", ám chỉ các lực lượng Ukraina ở Azovstal. Sau đó cùng ngày, Trung đoàn Azov cáo buộc lực lượng Nga sử dụng "một chất độc không rõ nguồn gốc" ở Mariupol, gây ra các vấn đề về hô hấp. Người phát ngôn của Lầu Năm Góc cho biết các báo cáo này chưa được xác nhận, nhưng chúng phản ánh mối quan ngại về việc Nga có thể sử dụng các tác nhân hóa học. Sau đó, Ukraina tuyên bố rằng họ đang điều tra các cáo buộc. Ba binh sĩ Ukraina bị thương trong vụ việc.
Theo các chuyên gia, còn quá sớm để nói chính xác điều gì đã xảy ra, Các quan chức Vương quốc Anh và Ukraina nói rằng họ nghi ngờ việc sử dụng phốt pho trắng, chất thường không được coi là vũ khí hóa học trong luật pháp quốc tế.
Basurin được cho là đã bị cơ quan mật vụ Nga FSB bắt giữ với cáo buộc tiết lộ kế hoạch sử dụng vũ khí hóa học.

## Phương tiện truyền thông đưa tin
Nhân viên của Associated Press, Mstyslav Chernov và nhà báo tự do Evgeniy Maloletka, làm việc cho AP, ở lại Mariupol từ cuối tháng Hai cho đến ngày 11 tháng Ba. Họ là một trong số ít các nhà báo, và theo AP, các nhà báo quốc tế duy nhất ở Mariupol trong thời kỳ đó, và các bức ảnh của họ đã được truyền thông phương Tây sử dụng rộng rãi để đưa tin về cuộc bao vây và tình hình thành phố. Theo Chernov, vào ngày 11 tháng 3, họ đang ở trong bệnh viện để chụp ảnh, khi họ được sơ tán khỏi thành phố với sự hỗ trợ của các binh sĩ Ukraina. Họ cố gắng trốn thoát khỏi Mariupol mà không hề hấn gì, tại thời điểm đó, ông nói rằng không có nhà báo nào bị bỏ lại trong thành phố.
Các lời khai từ nhà máy thép Azovstal được cung cấp thông qua hệ thống kết nối vệ tinh Starlink.